# 내셔널축구선수권대회
내셔널축구선수권대회(Korea National League Championship)는 실업축구 내셔널리그의 리그컵 대회이다. 2003년 K2리그가 출범한 이 후 2004년과 2005년 K2 축구선수권대회라는 명칭으로 대회가 열린 이후 2006년 내셔널리그로 개칭됨에 따라 내셔널축구선수권대회라는 명칭으로 개최되었으며 2019년을 끝으로 폐지되었다. 참가 팀은 내셔널리그에 참가하는 클럽들이었으며 홈 앤 어웨이 방식이 아닌 대회 기간 동안 참가 팀들이 어느 한 지역에 모여서 그 곳에서만 대회를 치르는 방식으로 진행되었다.

## 구성

### 조별 예선
총 두 개 조로 나뉘어 4강 진출 팀을 가린다. 팀 간 한 경기씩을 치르게 된다.

### 토너먼트
4강에 진출한 팀들은 싱글 엘리미네이션 토너먼트 방식으로 우승 팀을 가린다. 4강부터 결승전까지는 모두 단판제로 진행된다.

## 역대 스폰서
| 연도 | 스폰서           | 공식 대회명칭                              | 개최지                  |
| ---- | ---------------- | ------------------------------------------ | ----------------------- |
| 2004 | 스폰서 없음      | 2004 K2 축구선수권대회                     | 경상남도 남해군         |
| 2005 | 생명과학기업 STC | 생명과학기업 STC컵 2005 K2 축구선수권대회  | 강원도 화천군           |
| 2006 | 국민은행         | KB국민은행컵 2006 내셔널축구선수권대회     | 경상남도 남해군         |
| 2007 | 한국수력원자력   | 한국수력원자력㈜ 2007 내셔널축구선수권대회 | 강원도 양구군           |
| 2008 | 한국수력원자력   | 한국수력원자력㈜ 2008 내셔널축구선수권대회 | 강원도 양구군           |
| 2009 | 국토정중앙 양구  | 국토정중앙 양구 2009 내셔널축구선수권대회  | 강원도 양구군           |
| 2010 | 삼성생명         | 삼성생명 2010 내셔널축구선수권대회         | 강원도 동해시           |
| 2011 | KB금융그룹       | KB금융그룹 2011 내셔널축구선수권대회       | 창원시                  |
| 2012 | 우리은행         | 우리은행 2012 내셔널축구선수권대회         | 강원도 양구군           |
| 2013 | 한국수력원자력   | 한국수력원자력㈜ 2013 내셔널축구선수권대회 | 강원도 양구군           |
| 2014 | 하나은행         | 하나은행 2014 내셔널축구선수권대회         | 강원도 양구군           |
| 2015 | 삼성생명         | 삼성생명 2015 내셔널축구선수권대회         | 강원도 양구군           |
| 2016 | 한화생명보험     | 한화생명 2016 내셔널축구선수권대회         | 강원도 양구군           |
| 2017 | 한화생명보험     | 한화생명 2017 내셔널축구선수권대회         | 강원도 양구군           |
| 2018 | 한화생명보험     | 한화생명 2018 내셔널축구선수권대회         | 강원도 양구군           |
| 2019 | 교보생명         | 교보생명 2019 내셔널축구선수권대회         | 제주특별자치도 서귀포시 |

## 역대 우승 팀
- 2002년까지 실업축구 선수권대회 우승팀 정보는 전국실업축구선수권대회 문서를 참고하십시오

| 연도 | 우승                     | 준우승                   |
| ---- | ------------------------ | ------------------------ |
| 2004 | 울산 현대미포조선 돌고래 | 수원시청                 |
| 2005 | 수원시청                 | 경찰청                   |
| 2006 | 창원시청                 | 울산 현대미포조선 돌고래 |
| 2007 | 수원시청                 | 고양 국민은행            |
| 2008 | 대전 한국수력원자력      | 안산 할렐루야            |
| 2009 | 고양 국민은행            | 대전 한국수력원자력      |
| 2010 | 부산교통공사             | 울산 현대미포조선 돌고래 |
| 2011 | 울산 현대미포조선 돌고래 | 창원시청                 |
| 2012 | 수원시청                 | 울산 현대미포조선 돌고래 |
| 2013 | 인천 코레일              | 천안시청                 |
| 2014 | 경주 한국수력원자력      | 강릉시청                 |
| 2015 | 대전 코레일              | 울산 현대미포조선 돌고래 |
| 2016 | 울산 현대미포조선 돌고래 | 대전 코레일              |
| 2017 | 창원시청                 | 천안시청                 |
| 2018 | 대전 코레일              | 경주 한국수력원자력      |
| 2019 | 경주 한국수력원자력      | 강릉시청                 |

## 같이 보기
- 내셔널리그
- FA컵
- 전국축구선수권대회
- 대통령배 전국축구대회
- 대한민국 축구 리그 시스템
- 대한축구협회